# Emily Ryerson
Emily Maria Borie Ryerson (Filadelfia, Pensilvania; 10 de agosto de 1863 - Cooperstown, Nueva York; 28 de diciembre de 1939)  fue una estadounidense pasajera de primera clase que sobrevivió al hundimiento del RMS Titanic el 15 de abril de 1912.

## Familia
Perteneciente a una acomodada familia de Filadelfia, Emily se casó con el rico abogado y empresario de Chicago Arthur Larned Ryerson el 31 de enero de 1889. Tuvieron cinco hijos: Susan "Suzette" Parker Ryerson (3 de agosto de 1890), Arthur Larned Ryerson, Jr. (1891-1912), Emily Borie Ryerson (8 de octubre de 1893), Ellen Ashfordbye Ryerson (1895-1973), y John Borie "Jack" Ryerson (16 de diciembre de 1898 - 21 de enero de 1986).
Su hija Emily Borie Ryerson se casó con George Hyde Clark de Hyde Hall. Residentes en la gran propiedad de la familia Hyde cercana a Cooperstown, Nueva York, tuvieron siete hijos antes de divorciarse.

## RMSTitanic
Emily, Arthur, y tres de sus hijos, Suzette, Emily, y John, embarcaron en el RMS Titanic como pasajeros de primera clase en Cherburgo, Francia, después de saber de la muerte de su hijo, Arthur Jr., estudiante en Yale, que había fallecido en un accidente de automóvil en los Estados Unidos. Con ellos iban su sirvienta personal, Victorine Chaudanson, y la institutriz de John, Grace Scott Bowen.
En la tarde del 14 de abril de 1912, la pasajera amiga Marian Longstreth Thayer invitó a Emily a un paseo. Fue la primera vez que estuvo en cubierta en público. Después de casi una hora, se acomodaron en las tumbonas junto a la escalera de popa de la cubierta A para contemplar la puesta de sol. El presidente de White Star Line, J. Bruce Ismay, se les unió y les habló sobre el aviso de hielo que se había recibido del Baltic.
Emily estaba despierta cuando el Titanic golpeó el iceberg esa misma noche, a las 23:40 horas. Despertó a Arthur, Suzette, Emily, John, Grace, y Victorine.
"La puerta [de la sirvienta] estaba cerrada y  tuve alguna dificultad para despertarla. Para entonces mi marido estaba completamente vestido, y podíamos escuchar el ruido de pisadas en la cubierta elevada. Estaba bastante tranquilo y alegre y me ayudó a poner los chalecos salvavidas a los niños y a mi sirvienta. Estaba paralizada por el miedo de que no todos subiéramos a cubierta a tiempo, pues éramos siete. No dejaba que mi hija más joven, [Emily], se vistiera, pero ella se puso un abrigo de piel, como hice yo, sobre su camisón."
Emily y su familia subieron a la cubierta A y esperaron allí "media hora completa". Ella, Suzette, Emily, Victorine y Grace fueron subidas al bote salvavidas 4. A John inicialmente no se le dejó pasar, sin embargo, Arthur dio un paso adelante y dijo, "Por supuesto, el chico va con su madre. Solo tiene 13 años."
Mientras se encontraba en el bote salvavidas, Emily presenció la rotura del barco por la mitad. Fueron rescatados por el RMS Carpathia alrededor de las 8:00 horas del día 15. Emily, Suzette, Emily, John, Victorine, y Grace sobrevivieron, pero Arthur pereció. Su cuerpo, si fue recuperado, nunca fue identificado.

## Vida posterior
Emily construyó la mansión Ryerson en 2700 Lakeview Avenue en Lincoln Park, Chicago.
En los años 1920 durante un viaje por China, Emily conoció a William Forsythe Sherfesee, que trabajaba como asesor forestal del gobierno chino y luego fue nombrado asesor del Ministerio de Finanzas. Se había graduado en Yale, era hijo de Heinrich "Louis" Sherfesee y Annie Griffith Sherfesee, y 18 años más joven que ella. 
Los relatos de Forsythe intentando llegar de Pekín a Chicago ocuparon los periódicos de medio mundo en las primeras semanas de diciembre de 1927. En el intento de conseguir llegar a Chicago a tiempo, viajó por barco, tren, y finalmente bajo una tormenta de nieve en avión privado, enviado por Emily para traerle a Chicago. No llegó a tiempo, pero celebraron la boda el 9 de diciembre de 1927. Fueron a Italia y Persia de luna de miel. Viajaron también durante su matrimonio, y se establecieron en Saint-Jean-Cap-Ferrat en la Riviera francesa donde construyeron Villa Bontoc. Su vecino de al lado era el destacado autor y dramaturgo, Somerset Maugham.
En diciembre de 1939 mientras se encontraba en Hawái, Emily se cayó y rompió la cadera pero insistió en continuar el viaje.  En Uruguay sufrió un ataque al corazón fatal y murió el 28 de diciembre de 1939. Está enterrada en Lakewood Cemetery en Cooperstown, Nueva York.